# Revival (Eurythmics)
Revival är en låt av den brittiska duon Eurythmics. Den släpptes i augusti 1989 som den första singeln från albumet We Too Are One. Singeln nådde plats 26 på UK Singles Chart och plats 7 på Sverigetopplistan.

## Låtlista
Vinylsingel
1. "Revival" (LP Version) – 4:09
2. "Precious" (Non-LP Track) – 3:40

Maxisingel och CD-singel
1. "Revival" (E.T. Dance Mix) – 6:25
2. "Revival" (LP Version) – 4:09
3. "Precious" (Non-LP Track) – 3:40